# Zbigniew Sarata
Zbigniew Sarata (ur. 7 listopada 1951 w Warszawie) – polski inżynier, informatyk, działacz opozycji przedsierpniowej.

## Życiorys

### Edukacja
Uczył się w V Liceum Ogólnokształcącym im. ks. Józefa Poniatowskiego. Laureat XVIII Olimpiady Fizycznej dla uczniów szkół średnich. W 1976 roku uzyskał tytuł magistra inżyniera na Wydziale Elektroniki Politechniki Warszawskiej. Przez rok odbywał służbę wojskową w ramach Szkoły Oficerów Rezerwy. Promowany na stopień podporucznika.

### Działalność zawodowa
Od początku pracy zawodowej zajmował się konstruowaniem i programowaniem systemów mikrokomputerowych. Pracował w laboratorium technicznym Polskiej Agencji Prasowej (1976-1980), Instytucie Telekomunikacji PW (1981), Zakładach Aparatury Elektronicznej POLON (1983), przedsiębiorstwach zagranicznych Arton (1984) i Karen (1985) oraz prywatnej firmie Hector Computer Studio (1986). W latach 1986-1988 był dyrektorem w Unia sp. z o.o. Od 2001 do 2007 był doradcą Prezesa ZUS ds. informatyki, ponownie radcą Prezesa ZUS w latach 2008-2009. Od 1988 roku nieprzerwanie prowadzi własną działalność gospodarczą o profilu informatycznym pod nazwą BUS.

### Działalność opozycyjna do 1980 roku
Od 1978 roku współdziałał z opozycją demokratyczną, głównie KSS "KOR" - Jackiem Kuroniem, Anatolem Lawiną, Zygmuntem Łuczyńskim, Józefem Śreniowskim, Bogdanem Borusewiczem, Janem Walcem, Haliną Mikołajską, Wraz z żoną Aleksandrą należał do redakcji niezależnego pisma "Robotnik", współpracując między innymi z Heleną i Witoldem Łuczywo, Wojciechem Onyszkiewiczem, Ludwiką i Henrykiem Wujcami, Janem Lityńskim, Teodorem Klincewiczem. Był członkiem Komisji Interwencji KSS KOR (Zofia i Zbigniew Romaszewscy).
Współdziałał z Wolnymi Związkami Zawodowymi z Gdańska (Joanną i Andrzejem Gwiazdami, Anną Walentynowicz i Aliną Pieńkowską). Zajmował się także kolportażem wydawnictw bezdebitowych. W 1979 roku próbował zorganizować oficjalną demonstrację w obronie amerykańskich dyplomatów pozbawionych wolności w Teheranie. W kwietniu 1980 roku proklamował jednoosobowy strajk w Polskiej Agencji Prasowej za co został zwolniony z pracy. W związku z prowadzoną działalnością opozycyjną nieustannie inwigilowany i kilkakrotnie zatrzymywany.

### Działalność w NSZZ Solidarność
W całym okresie festiwalu Solidarności działał w Komisji Interwencji Regionu Mazowsze, gdzie zajmował się głównie przestrzeganiem praw człowieka. Inni członkowie to oprócz Zofii i Zbigniewa Romaszewskich między innymi Wiesław Całka, Aleksandra Ciechanowicz-Sarata, Danuta Jadczak, Joanna Jankowska, Zenobia Łukaszewicz, Mieczysław Klasa, Ewa i Tadeusz Korulscy, Jarosław Kosiński, Barbara Malak, Marek Nowicki, Urszula Perkowska, Danuta Przywara, Barbara Różycka-Zarycka, Ewa Tomaszewska, Wojciech Topczewski, Stanisław Włodarz. Niezależnie od uczestnictwa w Komisji Interwencji Zbigniew Sarata w uzgodnieniu ze skarbnikiem Zarządu Regionu Mazowsze - Maciejem Madejskim przystosował odbiorniki radiowe do nasłuchu pasa radiowego używanego przez MO.
Internowany 12 grudnia 1981 roku był przetrzymywany w Białołęce i Załężu. Zwolniony z internowania 3 listopada 1982. W czasie uwięzienia zaprojektował i wykonał wiele znaczków i pieczątek filatelistycznych, ale nie zaprzestał także samokształcenia z zakresu programowania komputerów. Po zwolnieniu z internowania współpracował z niezależnymi wydawnictwami naprawiając elektroniczny sprzęt poligraficzny. Został też zatrzymany w związku z konstruowaniem nadajników radiowych.

### Działalność społeczna po 1989 roku
W latach 1990-1996 działał w Unii Polityki Realnej Janusza Korwin-Mikke, gdzie pełnił między innymi funkcję skarbnika partii. W 2004 roku uzyskał dostęp do swoich akt sprawy operacyjnego rozpracowania kryptonim "Inżynier" założonych przez służbę bezpieczeństwa PRL. W tym samym roku otrzymał status pokrzywdzonego w rozumieniu ustawy o Instytucie Pamięci Narodowej. Od roku 2000 wraz z sąsiadami angażował się w odzyskanie kontroli nad zasobami Spółdzielni Mieszkaniowej Przy Metrze.
W 2001 roku został uhonorowany odznaką Zasłużonego Działacza Kultury. W 2011 roku prezydent Bronisław Komorowski w 35 rocznicę założenia Komitetu Obrony Robotników odznaczył go Krzyżem Kawalerskim Orderu Odrodzenia Polski.

## Odznaczenia
- Zasłużony działacz Kultury;
- Krzyż Kawalerski Orderu Odrodzenia Polski;